# Elachista juliensis
Elachista juliensis is een vlinder uit de familie grasmineermotten (Elachistidae). De wetenschappelijke naam is voor het eerst geldig gepubliceerd in 1870 door Frey.
De soort komt voor in Europa.